# Manuha-Tempel
Der Manuha-Tempel (birmanisch မနူဟာဘုရား) ist ein buddhistischer Tempel in Bagan-Myinkaba, Myanmar.

## Geschichte
Er wurde 1059 unter König Anawrahta vom gefangenen Mon-König Manuha erbaut. Anawrahta war gegen Manuha zu Felde gezogen, weil dieser sich Anawrahtas Bitte verweigert hatte, ihm die heiligen Schriften des Buddhismus zu überlassen. Der König von Bagan besorgte sich den Pali-Kanon mit Gewalt und nahm den Mon-König gefangen, behandelte ihn jedoch standesgemäß.

## Beschreibung
Der äußerlich unattraktive Tempel beherbergt drei sitzende und einen riesigen liegenden Buddha im Stadium des Hinübergleitens ins Nirwana. Die Innenräume sind im Vergleich zu den Statuen sehr klein, so dass ein Gefühl der Enge und Bedrückung entsteht, wie es wohl auch der gefangene König Manuha empfunden haben mag.

## Galerie

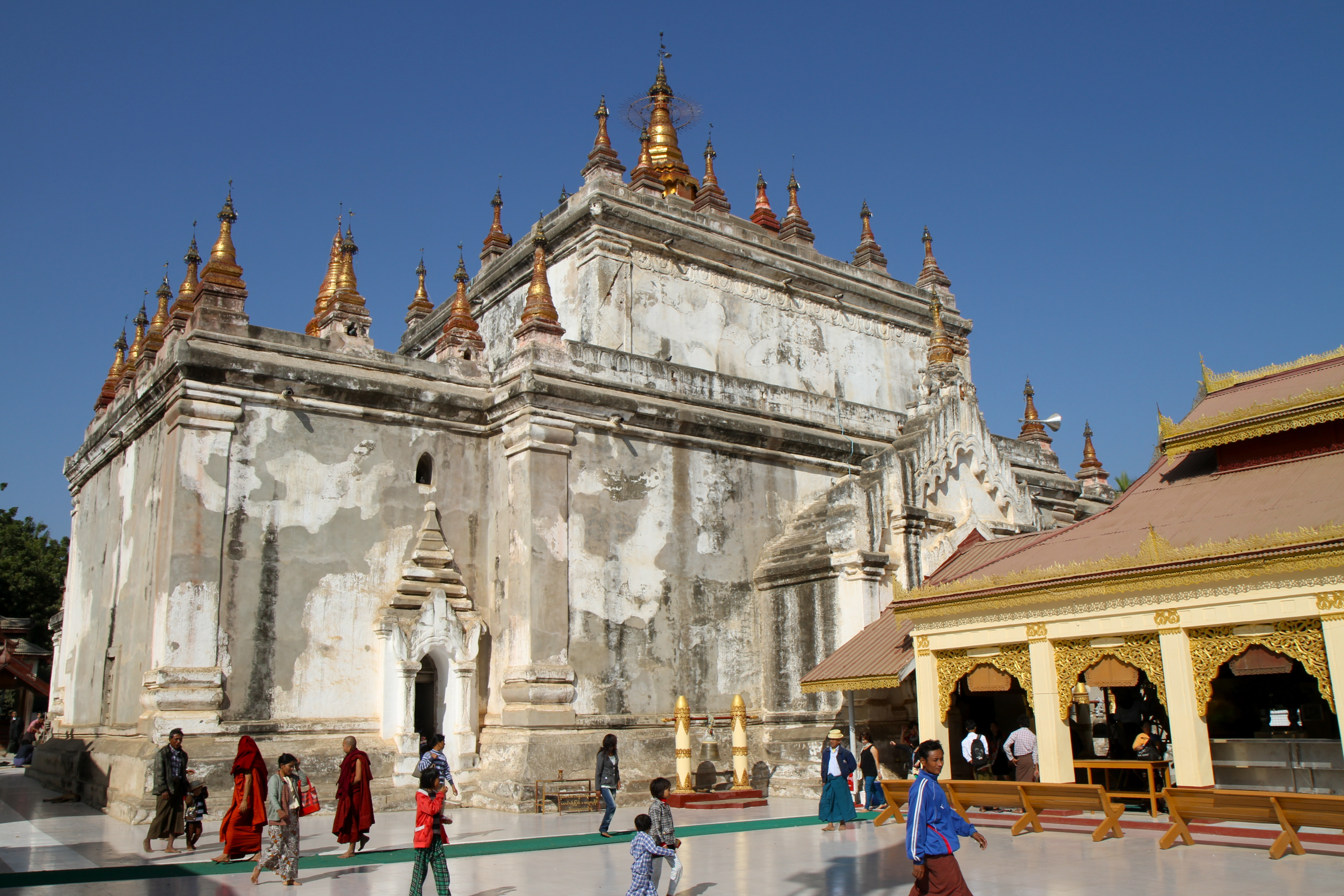
Außenansicht
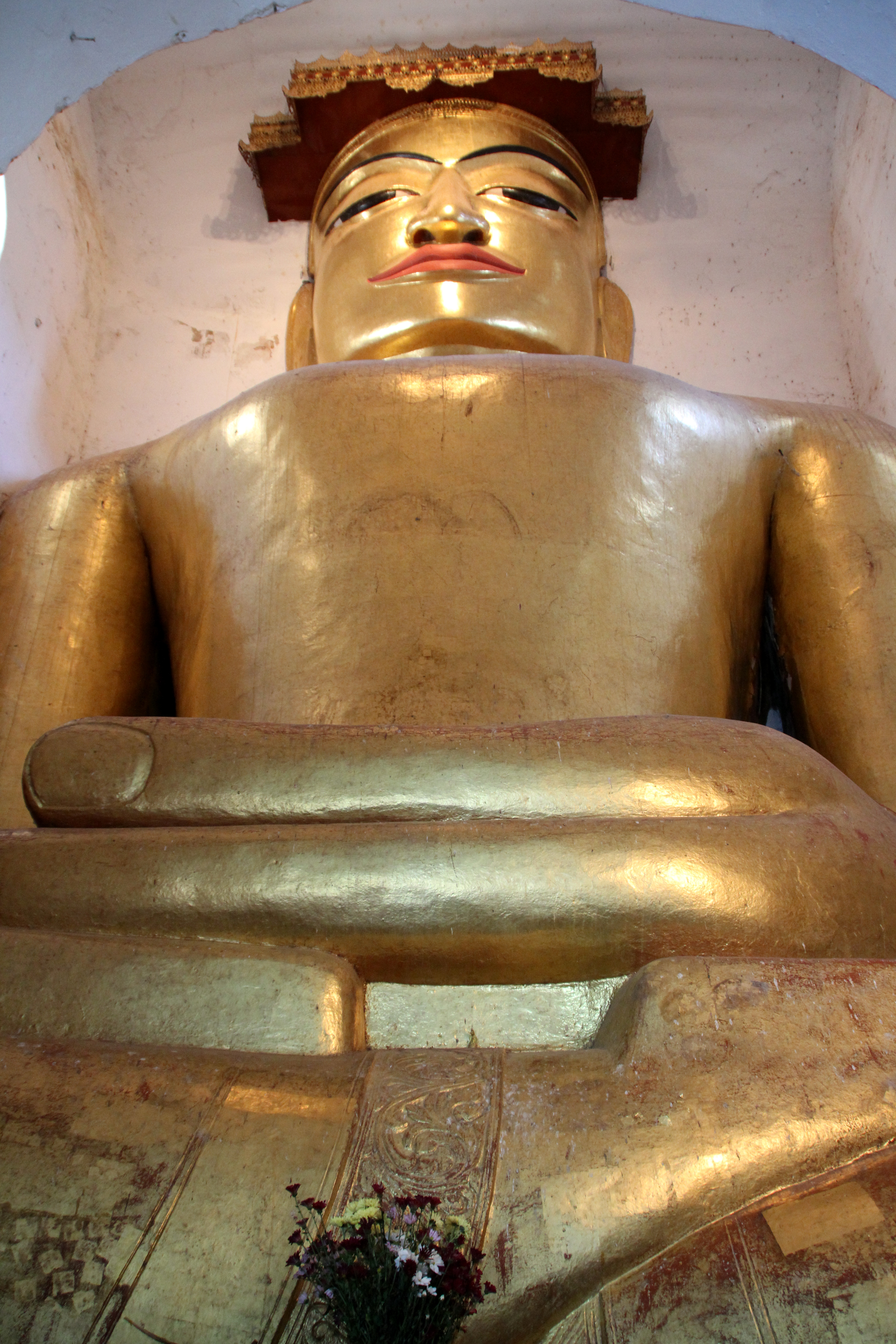
Sitzender Buddha
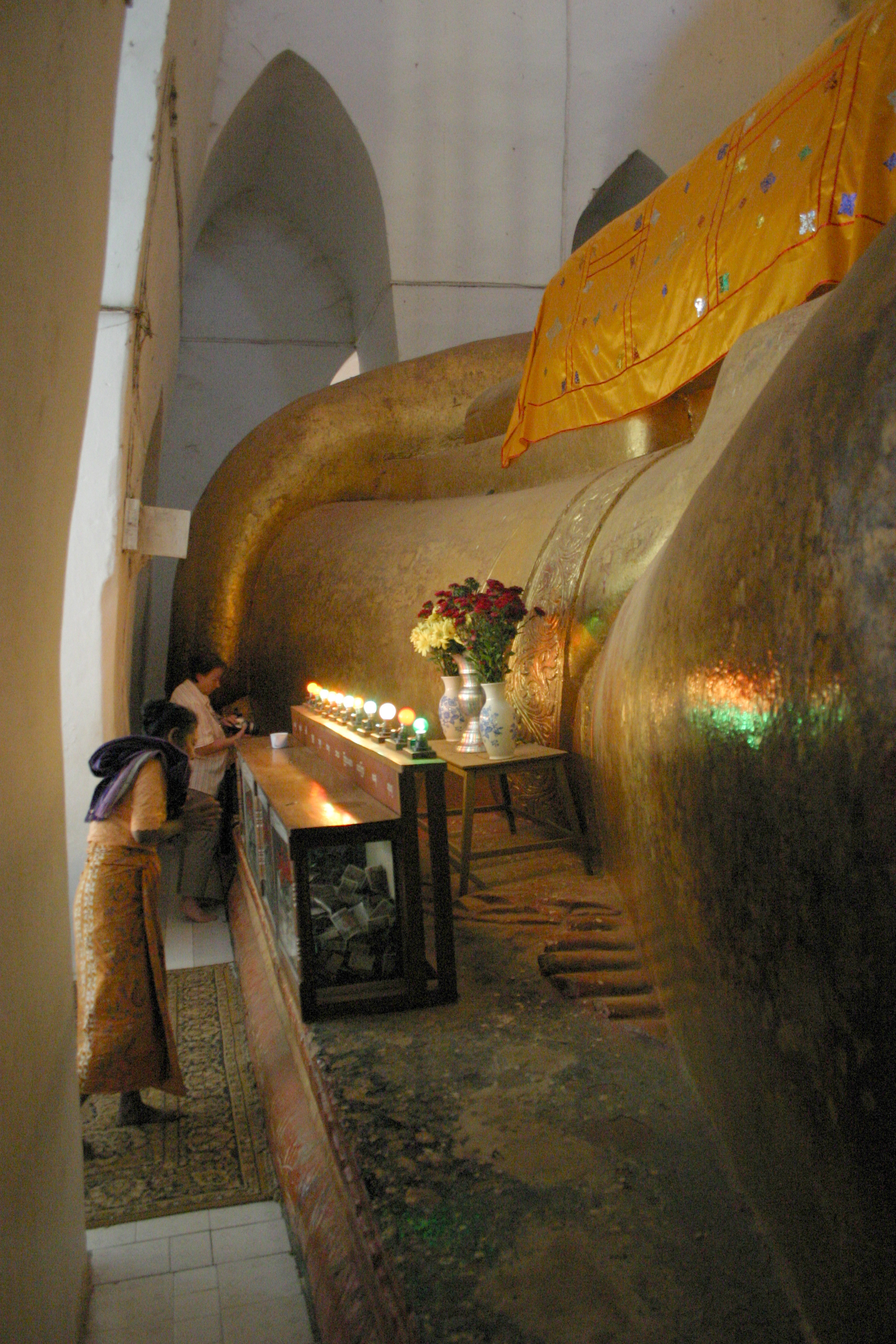
Liegender Buddha
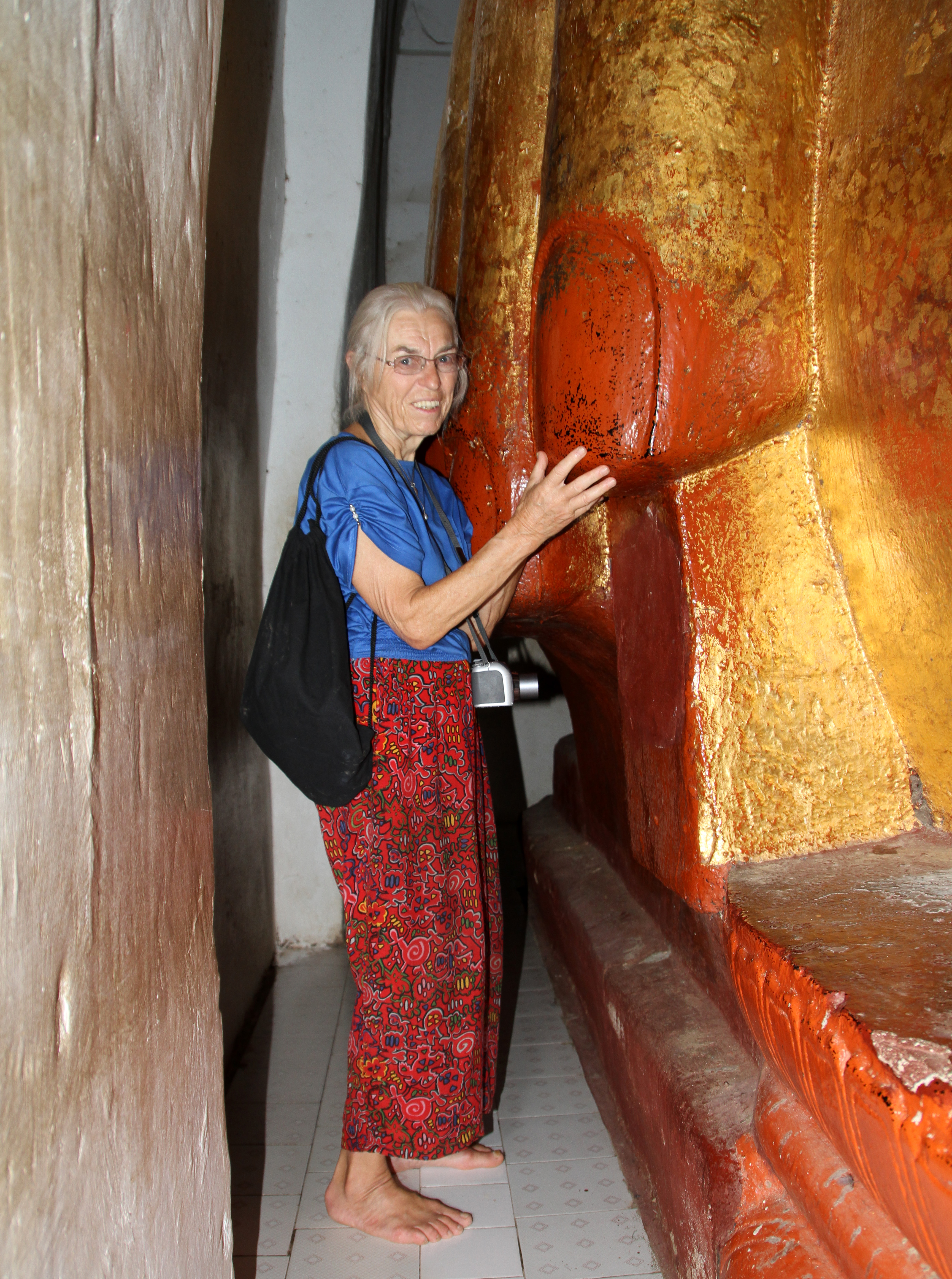
Finger des liegenden Buddhas
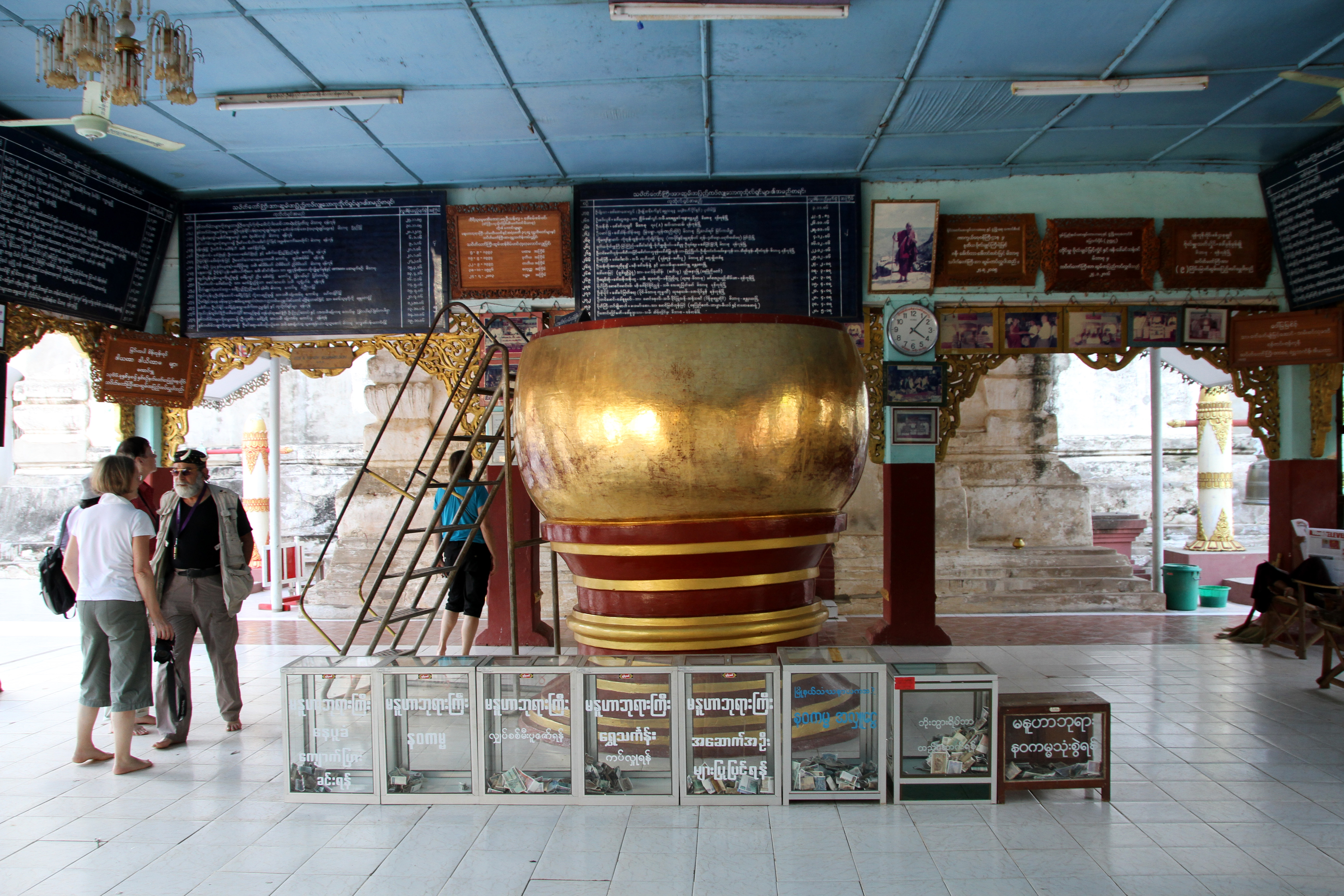
Opferschale
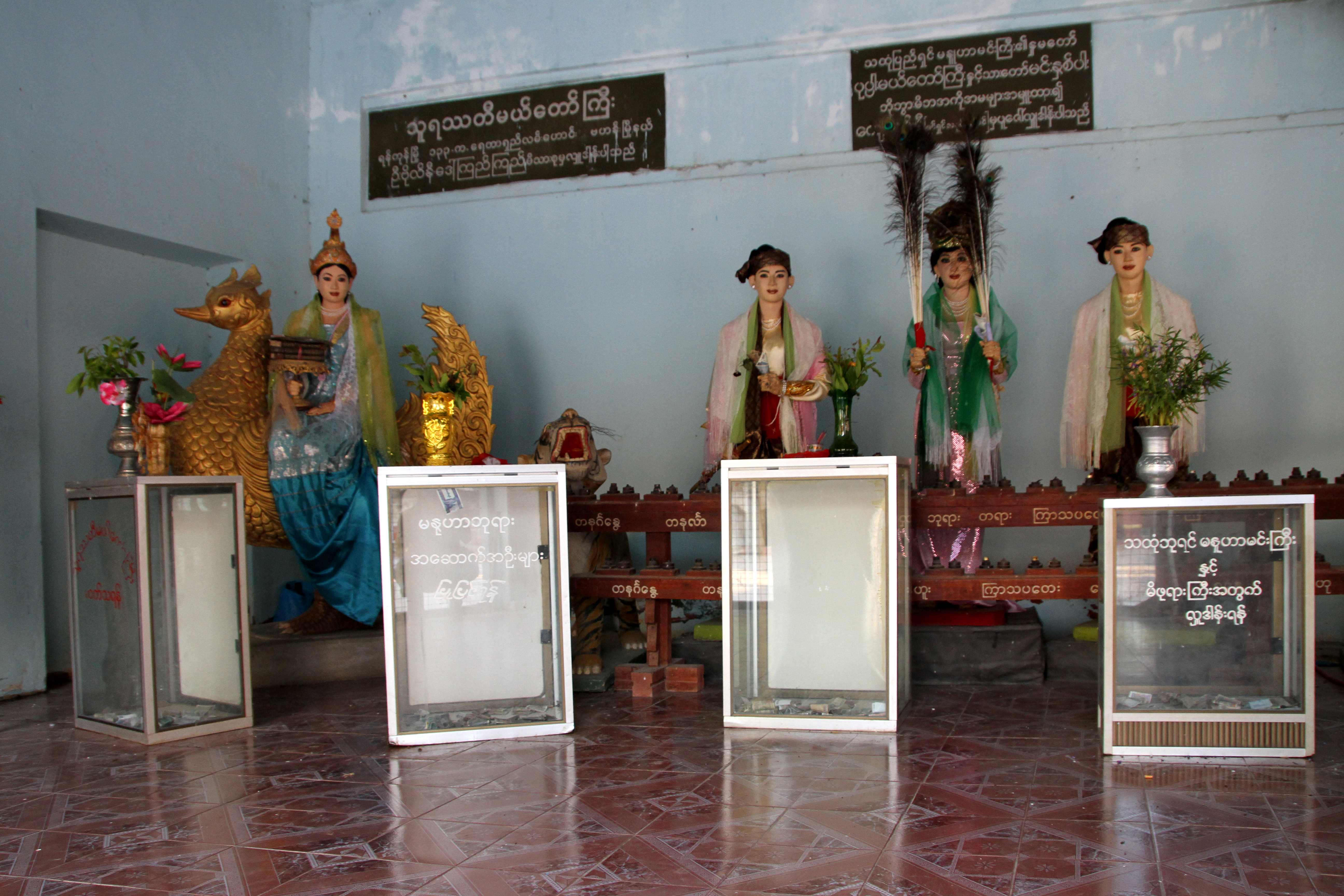
Natschrein